# Věžový vodojem (Brno)
Věžový vodojem stojí na vrchu Kohoutovická Baba (415 m n. m.) v Brně v Kohoutovicích. Byl postaven pro nově budovaná brněnská sídliště v Kohoutovicích, Novém Lískovci a Bohunicích v roce 1973.

## Historie
Železobetonový výškový vodojem byl postaven pro zásobování pitnou vodou nově budovaných sídlišť v Brně podle projektu z roku 1969 architekta Tomáše Černouška. Výstavba probíhala v předstihu v letech 1969–1973 a podílela se na ní firma Průmstav Pardubice. V roce 2004 byla provedena rekonstrukce vodojemu a v roce 2019 byl opraven vnější plášť.

## Popis
Stavba představuje otevřený kalich. Železobetonová stavba se skládá z dříku a samostatné nádrže. Dřík byl vybetonován pomocí posuvného bednění. Samostatná nádrž je sestavena z ocelových žeber, mezi nimiž jsou prefabrikované betonové desky. 
Celková výška vodojemu je 30 m, objem nádrže je 700 m³ s výškou vody devět metrů.